# ラリー・ドレイク
ラリー・ドレイク（Larry Drake, 1949年2月21日 - 2016年3月17日）は、アメリカ合衆国オクラホマ州生まれの俳優・声優である。

## 来歴
1950年にオクラホマ州タルサに生まれる。母親は主婦で父親は石油会社のエンジニアだった。個性的な顔立ちから、善人から悪役まで演じきれる役者として評価されており、出演したテレビドラマの『L.A.ロー 七人の弁護士』において1988年と1989年に2度のエミー賞に輝いた。その他、サム・ライミ監督、リーアム・ニーソン主演のヒーロー映画『ダークマン』でギャングのボスを演じて不気味な印象を残している。またローワン・アトキンソン主演の人気コメディ番組を映画化した『ビーン』や、人気シリーズの続編『アメリカン・パイ2』などのコメディ映画へも出演した。
俳優の他に声優としても活躍しており、数多くのアニメーション作品に声の出演をしている。1989年に女優だったラス・デ・ソザと結婚したが、2年後の1991年に離婚した。
2016年3月17日、自宅で死亡していたのが発見された。

## 主な出演作品

### 映画
| 公開年 | 邦題 原題                                              | 役名                    | 備考       |
| ------ | ------------------------------------------------------ | ----------------------- | ---------- |
| 1980   | バトルクリーク・ブロー The Big Brawl                   | Judge #1                |            |
| 1981   | ダークナイト Dark Night of the Scarecrow               | ボバ・リッター          | テレビ映画 |
| 1981   | ホワイト・ライオン/大草原の奇跡 The White Lions        | フィスク                |            |
| 1984   | ベスト・キッド The Karate Kid                          | Yahoo #1 at Beach       |            |
| 1986   | 危険な誘惑 The Ladies Club                             | 警官#2                  |            |
| 1988   | この愛に生きて For Keeps?                              | 夜警                    |            |
| 1988   | ジェラシー/殺意のほほえみ Too Good to Be True          | グレン・ロビー          | テレビ映画 |
| 1990   | ダークマン Darkman                                     | ロバート・G・デュラント |            |
| 1992   | Dr.ギグルス Dr. Giggles                                | エヴァン・レンデル      |            |
| 1995   | ダークマン2 Darkman II: The Return of Durant           | ロバート・G・デュラント | ビデオ映画 |
| 1996   | ザ・ビースト/巨大イカの逆襲 The Beast                  | ルーカス                | テレビ映画 |
| 1997   | ビーン Bean                                            | エルマー                |            |
| 1998   | 恋のから騒ぎ Overnight Delivery                        | ハル・イプスウィッチ    |            |
| 1998   | パラノイア Paranoia                                    | カルヴィン・ホークス    |            |
| 1998   | 愛のトリートメント The Treat                           | レイ                    |            |
| 1999   | ヴァン・ダム IN コヨーテ Inferno                       | ラムジー・ホーガン      |            |
| 2000   | アウトブレイク2000 Runaway Virus                       | グリッグス博士          | テレビ映画 |
| 2001   | アメリカン・サマー・ストーリー American Pie 2          | ナタリーの父            |            |
| 2001   | 犯罪心理鑑定人 Dark Asylum                             | ザ・トラッシャー        |            |
| 2002   | LA・ロー 帰ってきた七人の弁護士 L.A. Law: The Movie    | ベニー                  | テレビ映画 |
| 2002   | SPUN スパン Spun                                       | ドクターK               |            |
| 2005   | ミセス・ハリスの犯罪 Mrs. Harris                       | 精神科医                | テレビ映画 |
| 2006   | ハリウッドセレブ恋愛裏事情 Love Hollywood Style        | ウォルター              |            |
| 2006   | ビバリーヒルズ大学白書/おアツいのはお好き? Dorm Daze 2 | ディーン                | ビデオ映画 |
| 2007   | ダンジョン&グリフォン Gryphon                          | アーマンド              | テレビ映画 |
| 2009   | レディオ・オブ・ザ・デッド Dead Air                    | ヴァーノン              |            |

### テレビシリーズ
| 放映年    | 邦題 原題                                      | 役名                   | 備考          |
| --------- | ---------------------------------------------- | ---------------------- | ------------- |
| 1986      | 探偵ハード&マック Hardcastle and McCormick     | ジェシー・ロバーツ     | 1エピソード   |
| 1987      | 刑事ハンター Hunter                            | カークランド           | 1エピソード   |
| 1987-1994 | L.A.ロー 七人の弁護士 L.A. Law                 | ベニー                 | 144エピソード |
| 1989,1990 | ハリウッド・ナイトメア Tales from the Crypt    |                        | 2エピソード   |
| 1995      | 新アウターリミッツ The Outer Limits            | ロバート               | 1エピソード   |
| 1998      | Prey                                           | ウォルター・アトウッド | 14エピソード  |
| 2000      | スタートレック:ヴォイジャー Star Trek: Voyager | チェリック             | 1エピソード   |
| 2001      | スターゲイト SG-1 Stargate SG-1                | ブロック               | 1エピソード   |
| 2002      | シックス・フィート・アンダー Six Feet Under    | ガーソン刑事           | 1エピソード   |
| 2003      | 女検死医ジョーダン Crossing Jordan             | トム                   | 1エピソード   |
| 2008      | ボストン・リーガル Boston Legal                | ルーク・ベルナルド     | 1エピソード   |

### テレビアニメ
- スーパーマン Superman （1996年）
- バットマン・ザ・フューチャー Batman Beyond （1999年）
- ジョニー・ブラボー Johnny Bravo （1999年、2001年）
- ジャスティス・リーグ Justice League （2003年）